# Nkomolo
Nkomolo è una circoscrizione urbana (urban ward) della Tanzania situata nel distretto di Nkasi, regione di Rukwa. Conta una popolazione di 19 485 abitanti (censimento 2012).